# Flores en la orilla (canción)
"Flores en la orilla " es la décima pista del quinto álbum de estudio de La Oreja de Van Gogh, A las cinco en el Astoria.
Es la única canción del álbum A las cinco en el Astoria que no se tocó en la gira del 2009.
La canción habla de cómo un chico engaña a una chica, y cómo esta, inocentemente, le esperará cada día en el mismo lugar cerca del mar. El final de la canción, deja en el aire que puede que la chica se ahogara "y mis latidos son desde entonces olas del mar".
- Datos: Q5863177